# Terrell Hill
Ne doit pas être confondu avec Archibald Vivian Hill ou Terrell Hills.
Pour les articles homonymes, voir Hill.
Terrell Leslie Hill est un biophysicien né le 19 décembre 1917 en Californie et mort le 23 janvier 2014 dans l'Oregon. Il a travaillé à l'université d'Oregon, à l'Université de Californie à Santa Cruz, et au National Institute of Health.  Il est l'un des pionniers de l'interface entre la chimie physique et la biologie théorique. Il a notamment créé le premier institut de biologie moléculaire, mais il est aussi à l'origine de la thermodynamique des petits systèmes, et a été très actif dans le domaine de la transduction de l'énergie dans les systèmes biologiques. Il a été élu à l'Académie nationale des sciences des États-Unis en 1965.

## Biographie
Terrell Hill est d'une famille d'origine anglaise, ayant immigré à Boston en 1727, avant de s'installer en Californie du Nord. Terrell Hill est le deuxième des trois fils de George Leslie Hill et Ollie Isis (Moreland) Hill. George Hill était un ingénieur électricien qui a travaillé dans un laboratoire de recherche pour la Pacific Gas and Electric Company. Lui et sa femme, autodidactes, ont toujours mis l'accent sur l'éducation de leurs garçons. Le frère aîné de Terrell, Kenneth Hill, était ingénieur chimiste et un analyste en investissement spécialisé dans l'industrie pétrolière. Le frère cadet de Terrell, Ernest Hill, était ingénieur nucléaire au Laboratoire national Lawrence Livermore.
Il soutient une thèse de doctorat à l'université de Californie à Berkeley en 1942, intitulée « I. La réaction du vert de diphénylamine avec bases. II. Théorie du point isoélectrique ». Il devient professeur de chimie à la Western Reserve University et chercheur au Laboratoire national Lawrence-Berkeley, où il travaille sur la séparation des isotopes pour le projet Manhattan. Il devient ensuite professeur assistant à l'université de Rochester, puis en 1949,  au Naval Medical Research Institute, en face du NIH à Bethesda, qui était un leader mondial de la recherche biophysique. En 1956, il accepte un poste de professeur de chimie à l'université de l'Oregon. Il y créée un Institut des sciences théoriques et un Institut de biologie moléculaire, à l'interface de la biologie, de la chimie et de la physique. En 1965, il est élu à l'académie des sciences. Il écrit son livre d'introduction à la thermodynamique statistique, et développe la théorie de la thermodynamique des petits systèmes (qu'il appellera plus tard nanothermodynamique (Terrell L. Hill 2001), et qui a été qualifiée de plus vaste contribution à la thermodynamique d'équilibre depuis Gibbs) et la méthode du diagramme général pour le traitement de la cinétique en régime stationnaire hors équilibre, ses contributions les plus importantes. En 1971, insatisfait de l'état de l'enseignement supérieur et de la politique en Californie, Terrell devient chef de la section de biologie moléculaire théorique du National Institute of Diabetes and Digestive and Kidney Diseases (en). Il travaille sur la conduction nerveuse, la contraction musculaire, la coopérativité dans les systèmes biochimiques à l'état stationnaire, l'agrégation des microtubules et de l'actine, etc. Ses travaux sur la contraction musculaire l'ont amené à comprendre le mécanisme général de transduction d'énergie libre lorsque l'ATP est hydrolysée ou synthétisée.

## Ouvrages majeurs
- Terrell L. Hill, An introduction to statistical thermodynamics, Dover Publications, 1986 (ISBN 978-0-486-13090-3, 0-486-13090-8 et 978-1-62198-635-5, OCLC 829150204, lire en ligne)
- Terrell L. Hill, « A Different Approach to Nanothermodynamics », Nano Letters, vol. 1, no 5,‎ 1er mai 2001, p. 273–275 (ISSN 1530-6984, DOI 10.1021/nl010027w, lire en ligne, consulté le 22 décembre 2020)
- Terrell L. Hill, Statistical mechanics : principles and selected applications, Dover Publications, 1987, ©1956 (ISBN 0-486-65390-0 et 978-0-486-65390-7, OCLC 15163657, lire en ligne)
- Terrell L. Hill, Free energy transduction in biology : the steady-state kinetic and thermodynamic formalism, Academic Press, 1977 (ISBN 0-12-348250-X et 978-0-12-348250-1, OCLC 2799163, lire en ligne)
- Terrell L. Hill, Cooperativity theory in biochemistry : steady-state and equilibrium systems, Springer-Verlag, 1985 (ISBN 0-387-96103-8, 978-0-387-96103-3 et 3-540-96103-8, OCLC 11756090, lire en ligne)

## Sources
- (en) William A. Eaton, « Terrell Leslie Hill » [PDF], sur National Academy of Sciences, 2014
- (en) Yi-der Chen, « Terrell Leslie Hill: Research at NIH », Cell Biophysics, vol. 11, no 1,‎ décembre 1987, p. 7–9 (ISSN 0163-4992, DOI 10.1007/BF02797105, lire en ligne, consulté le 22 novembre 2020)
- (en) Susan J. Ainsworth, « Terrell L. Hill », sur Chemical & Engineering News, 21 avril 2014 (consulté le 22 novembre 2020)
- (en) « Biography of Terrell L. Hill », sur theor.jinr.ru (consulté le 22 novembre 2020)
- (en) « Terrell Leslie Hill », sur prabook.com (consulté le 22 novembre 2020)